# Defendor
Defendor es una comedia dramática canadiense de superhéroes escrita y dirigida por Peter Stebbings. Se estrenó en 2009 y está protagonizada por Woody Harrelson, Kat Dennings, Elias Koteas y Sandra Oh. La historia cuenta la vida de un hombre normal, excepto por su disminución psíquica, con la personalidad de un superhéroe llamado Defendor en la búsqueda de su archienemigo. Defendor, que es la película debut de Stebbings, fue escrita en 2005 y grabada en enero de 2009 en Toronto y Hamilton, en el estado canadiense de Ontario, y tiene su fecha de salida en Norteamérica el 26 de febrero de 2010. También salió en DVD el 13 de abril de 2010.

## Sinopsis
Arthur Poppington es un corriente pero delirante hombre que cree ser un superhéroe llamado Defendor. Combate en las calles de la ciudad de noche en busca de su archienemigo el Capitán Industria, un maestro criminal que trafica con drogas. En su aventura será ayudado por una joven prostituta.

## Reparto
- Woody Harrelson como Arthur Poppington/Defendor.
- Kat Dennings como Katrina "Kat" Debrofkowitz, una joven prostituta.
- Sandra Oh como la doctora Park, la psicoalanista de Arthur.
- Elias Koteas como Chuck Dooney, un detective policía.
- Michael Kelly como Paul Carter.
- Lisa Ray como Dominique Ball.
- Max Dreesen como el joven Arthur.
- Graham Abbey como el alguacil Mike.
- Kristin Booth como Wendy Carter.
- Dakota Goyo como Jack Carter.